# Nestor (seriefigur)
Nestor är en återkommande bifigur i Tintin-serierna. Han är betjänt på Moulinsart, det slott där professor Kalkyl och Kapten Haddock bor.  
Nestor förekommer i albumen Enhörningens hemlighet, De sju kristallkulorna, Månen tur och retur (del 1), Det hemliga vapnet, Koks i lasten, Castafiores juveler och Tintin hos gerillan, samt syns i bakgrunden då Kapten Haddock pratar i telefon i Det svarta guldet. I Enhörningens hemlighet, där han dyker upp för första gången, är han fiende till Tintin och betjänt till bröderna Vogel, slottet Moulinsarts dåvarande ägare. Tintin och Nestor hamnar i slagsmål, och när Tintin vid ett tillfälle lyckats tillfångata bröderna slår Nestor ned honom med en träkäpp. När skurkarna senare infångas av Dupondtarna insisterar dock kapten Haddock på att Nestor ska slippa få något straff, då han var ovetande om sina arbetsgivares skumraskaffärer. När Nestor gör sitt andra framträdande i De sju kristallkulorna har han och Tintin blivit goda vänner.